# Marienberg
Marienberg település Németország déli részén, Szászországban, a cseh határ közelében, az Érchegységben. A város körül több kilátó és magaslat is található: északnyugatra a Lautai-magaslat (Lautaer-Höhe – 655 méter), nyugatra a Fivérek magaslata (Brüder-Höhe – 689 méter), keletre a Bitófa-hegy (Galgenberg – 637 méter), délre pedig a Tobiashübel (689 méter).

## Története
1521-ben alapították, miután a környéken gazdag ezüstlelőhelyet találtak. 1523-ban kapott városjogot. 1541 és 1566 között fallal vették körül, amelyhez négy kerek torony és öt kapu tartozott. Ezek a 19. század közepéig épségben fennálltak. A várost több ízben pusztította súlyos tűzvész. A 20. században fokozatosan jelentős turisztikai központtá fejlődött.

## Demográfia
| Év   | Lakosság |
| ---- | -------- |
| 1697 | 2 500    |
| 1776 | 1 500    |
| 1815 | 3 387    |
| 1834 | 3 684    |

| Év   | Lakosság |
| ---- | -------- |
| 1982 | 17 505   |
| 1992 | 16 474   |
| 2002 | 14 722   |
| 2007 | 13 766   |

## Látnivalók

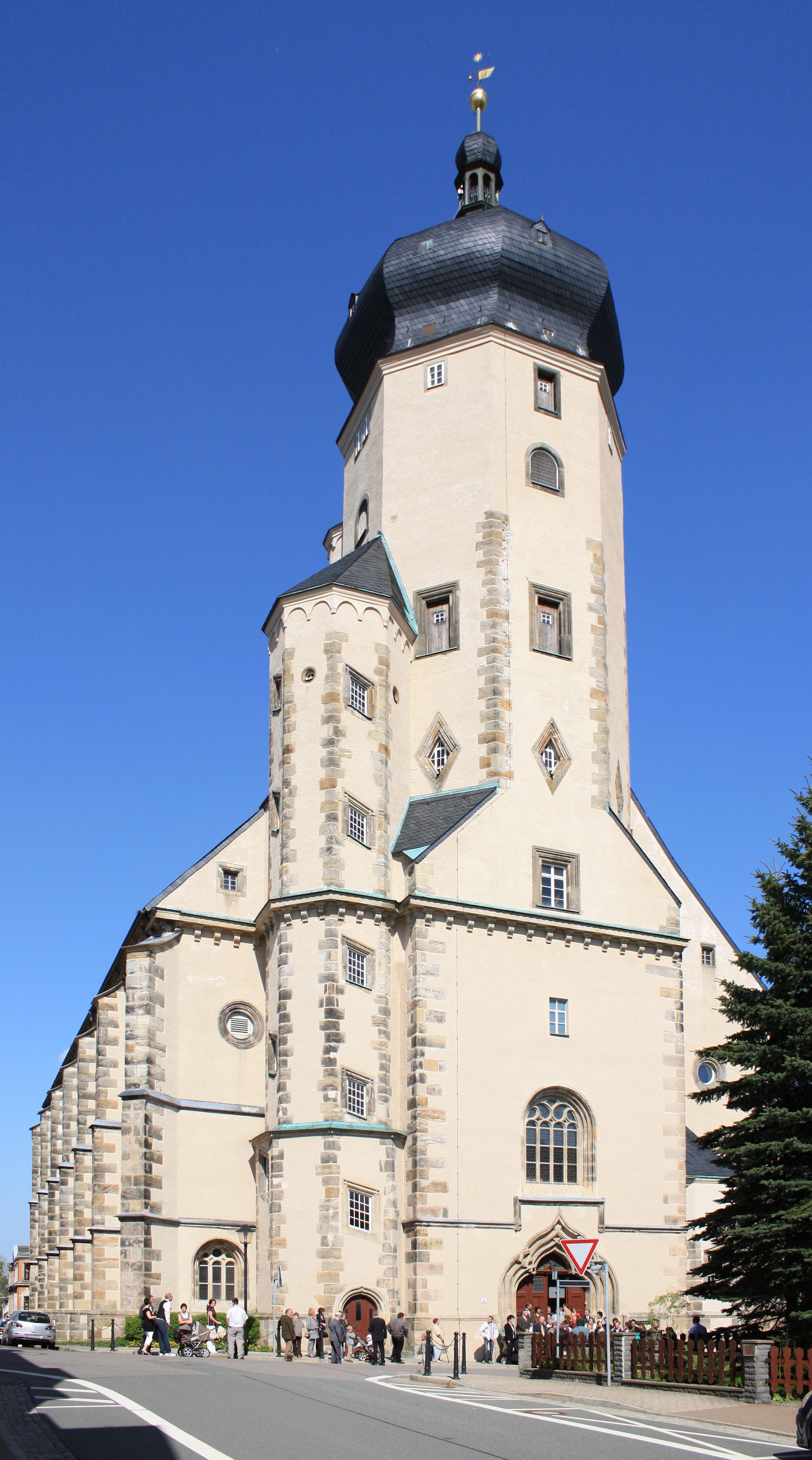
Mária-templom

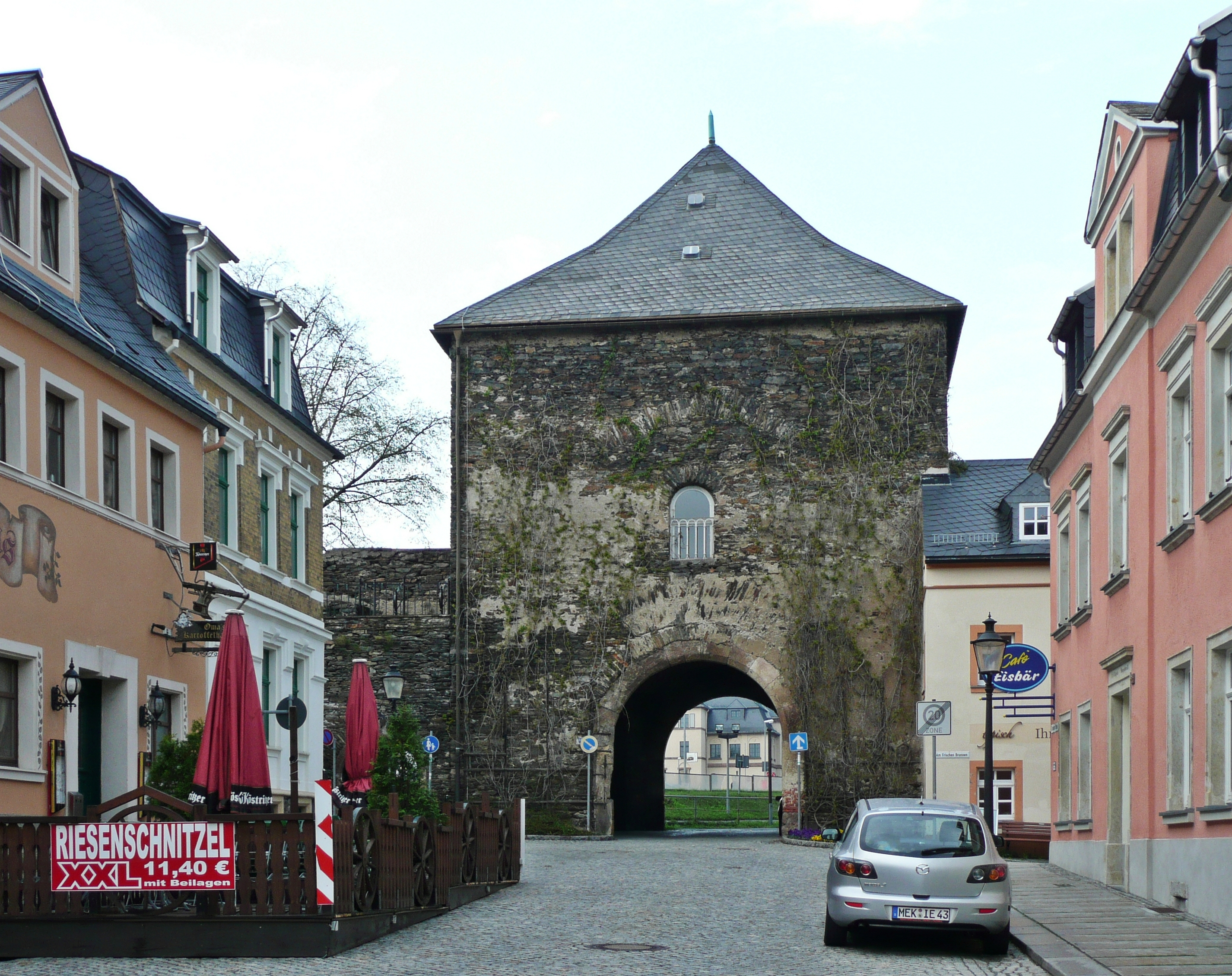
Zschopaui-kaputorony

- Piactér – az ország egyik legszebb piactere mintegy egy hektár kiterjedésű, szabályos négyszög. Mind a négy oldalából három-három hosszú utca indul ki, amelyek eredetileg a városfalig vezettek.
- Mária-templom (Marienkirche) – a piactéren álló épületet 1558-tól 1564-ig építették, mint háromhajós templomot. A külső megjelenésében szerény épület késő gótikus és reneszánsz stíluselemeket tükröz. Jellegzetes a nyugati előcsarnok fölötti, 1616-ban készült hagymakupolás torony. Értékes reneszánsz és barokk korabeli műkincsei közül különösen figyelemre méltó az 1617-ből származó faoltára, Fabritianusnak Krisztus születését ábrázoló festményével.
- Városháza – ugyancsak a piactéren lévő épületet 1539-ben építették fel. Kerekívű kapubejárata díszes oromzatával és nemes egyszerűséggel tagolt tornya a reneszánsz építménynek művészi összhatást kölcsönöz.
- A város erődítményrendszerének fennmaradt két tornya, a Zschopaui-kaputorony (Zschopauer Torturm) és a Vörös-torony (Roter Turm).

## Testvérvárosok
- - Bad Marienberg
- - Lingen
- - Most
- - Dorog, 2009-től